# John Hope Simpson

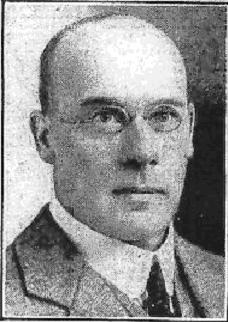
John Hope Simpson

Sir John Hope Simpson OBJ (23 de julio de 1868 – 10 de abril de 1961) fue un político británico del Liberal que sirvió como Miembro del Parlamento en el Reino Unido y más tarde en el Gobierno del Dominio de Terranova.
Hope Simpson nació en West Derby, hijo de John Hope Simpson de Sefton Park, Liverpool y Margaret Swan. Fue bautizado como "John Hope" y estudió en el Liverpool College y el Balliol College, Oxford.

## Servicio civil
Hope Simpson estuvo en el servicio civil indio entre 1897 y 1916. Ocupó numerosos puestos gubernamentales, habiendo sido comandante en jefe interino de las Islas Andamán y Nicobar. Fue secretario privado del Ministerio de Trabajo en 1917.
Fue DM (magistrado de distrito) de Gorakhpur, UP, India, cuando se fundó la primera Escuela Intermedia de la Ciudad en el año 1909. Fue muy instrumental en su fundación y aprobó varias órdenes yendo más allá de las estrictas normas de la fundación de la sociedad. La sociedad se registró como 'Gorakhpur High School Society' y más tarde, con el nombre de Gandhi (Padre de la Nación), se la rebautizó como MG Inter College, ya que Gandhi mismo visitó el campus.

## Política
Hope Simpson se presentó como candidato liberal y fue elegido en las elecciones generales de 1922, convirtiéndose en Miembro del Parlamento (MP) por el distrito electoral de [[Taunton (circunscripción del Parlamento del Reino Unido)], que anteriormente estaba en manos del Conservador, en Somerset. Fue reelegido en las elecciones generales de 1923, pero fue derrotado en las elecciones generales de 1924. No volvió a presentarse como candidato al Parlamento.
Sobre el sionismo, creía que la población árabe era "económicamente impotente ante un movimiento tan fuerte" y, por lo tanto, necesitaba protección. Charles Anderson escribe que Hope Simpson también era "cautelosa ante el abismo entre la retórica y la práctica sionistas, y observó que 'los sentimientos más elevados se ventilan en reuniones públicas y en la propaganda sionista', pero que el Fondo Nacional Judío y otros órganos del movimiento no defendían ni encarnaban una visión de cooperación o beneficio mutuo con los árabes".

## Carrera posterior
En 1925, Hope Simpson fue nombrado caballero. Tras su derrota parlamentaria, asumió varios puestos en diversas organizaciones, incluida la Liga de Naciones, como experto en la cuestión de los refugiados. Primero fue destinado a Grecia para supervisar el intercambio de población entre Grecia y Turquía de 1923.
Tras los disturbios generalizados de Palestina de 1929, fue enviado al Mandato Británico de Palestina en una misión de investigación, que dio lugar al Informe Hope Simpson en 1930.
Durante las inundaciones de China de 1931, la Sociedad de Naciones envió a Hope Simpson a China, donde se convirtió en director general de la Comisión Nacional de Ayuda a las Inundaciones del gobierno de la República de China (1912-1949)|República de China]]. Además de coordinar la ayuda a los refugiados, se convirtió en un fuerte crítico del bombardeo aéreo japonés de un campo de refugiados inundado en Shanghái, tras la Incidente del 28 de enero.
Al salir de su retiro a los 66 años de edad, Sir John se convirtió en Comisionado de Recursos Naturales y Comisionado de Justicia en funciones para la Comisión de Gobierno de Terranova desde 1934 hasta 1936.
[Port Hope Simpson]] recibió su nombre en respuesta al respaldo más significativo  que había dado a John Osborn Williams, el propietario de Labrador Development Company Limited, quien instaló un campamento de leñadores en Alexis Bay para cortar y exportar madera de mina a Cardiff para las minas de carbón de Gales del Sur.
Hope Simpson también estableció la Newfoundland Ranger Force, una fuerza de bienestar y policía destinada a vincular a la gente de Terranova y Labrador con la Comisión de Gobierno en St. John's.
En 1937, poco después de su regreso de Terranova, Sir John recibió la medalla de Caballero Comendador de la Orden del Imperio Británico. En 1938 y 1939, elaboró informes para Chatham House sobre el problema de los refugiados en Europa. Continuó participando en la cuestión judía/palestina después de la Segunda Guerra Mundial. Contribuyó al Informe a la Asamblea General, en 1947, para el Comité Especial de las Naciones Unidas sobre Palestina.
Sir John Hope Simpson murió el 10 de abril de 1961. Dejó 29.764 libras y 16 chelines a un heredero desconocido.